# Northern Territory Geological Survey
Der Northern Territory Geological Survey (Abk. NTGS) ist die oberste geowissenschaftliche Behörde des australischen Bundesterritoriums Northern Territory. Dessen Sitz befindet sich in Darwin. Eine weitere Dienststelle, das Arid Zone Research Institute (AZRI) wird in Alice Springs unterhalten. Die Fachbehörde wurde 1970 auf Basis vorheriger Arbeitsstrukturen unter ihrem aktuellen Namen als Bereich in der Bergbauabteilung (Mines Branch) der Northern Territory Administration gegründet.
Der geologische Dienst sieht seine Aufgabe in der Förderung des Verständnisses für die geowissenschaftlichen Rahmenbedingungen im Bundesstaat Northern Territory und in der Erkundung von mineralischen Bodenschätzen sowie Energieressourcen (Erdöl) für einheimische und internationale Unternehmungen. Zur Erfüllung dieser Anliegen werden Datensammlungen erstellt und verwaltet.

## Geschichte

### Geologische Erkundungen

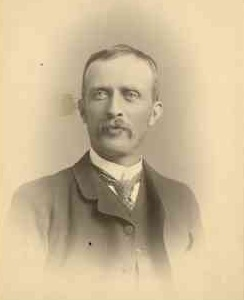
Henry Yorke Lyell Brown

Die geologischen Entdeckungen durch Europäer im Gebiet von Northern Territory begann im 19. Jahrhundert, der Landvermesser H. F. Litchfield fand 1865 bei seinen Arbeiten Gold am Finniss River. Weitere Funde ergaben sich 1869 in den Tumbling Waters südlich des Hafens von Darwin.
Im Jahr 1870 wurde am Yam Creek nördlich von Pine Creek beim Bau einer Telegrafenleitung im Erdaushub fluviatiler Kies gefunden, der größere Goldkörner enthielt, was einen großen Goldrausch in der Gegend von Pine Creek auslöste. Neben diesen bergbaulichen Aktivitäten folgten diesen Funden auch Erkundungsarbeiten. Im letzten Viertel des 19. Jahrhunderts entstanden so mehrere Berichte über verschiedene Goldvorkommen in der Region.
Nachdem 1863 die administrative Verwaltung des Northern Territory von New South Wales auf South Australia übergegangen war, unternahmen deren Geologen 1889 mehrere Erkundungen zur Geologie und Mineralvorkommen. Intensive wissenschaftliche Arbeiten zwischen 1889 und 1911 unternahm Henry Yorke Lyell Brown, der Chefgeologe der Regierung von South Australia. Zusammen mit Winnecke entstand 1898 die erste geologische Karte des Gebiets zwischen Darwin und den Crocodile Islands im Norden und Tennant Creek im Süden. 1911 übernahm die Commonwealth Government das Gebiet und setzten Harald Ingemann Jensen als Chefgeologen ein, die Position hielt er bis 1916. Im Verlaufe seiner Amtszeit initiierte er mehrere Erkundungsarbeiten von Minerallagerstätten. In den Jahren zwischen 1935 und 1941 kam es zu ausgedehnten Erkundungen durch das Aerial, Geological and Geophysical Survey of Northern Australia (AGGSNA). Zahlreiche bereits existierende Berichte und Karten konnten nach den dabei gewonnenen Ergebnissen ergänzt und verbessert werden.
Die Commonwealth Government von Australien schuf 1946 eine geologische Fachbehörde, das Bureau of Mineral Resources, Geology and Geophysics (BMR). Als im Gebiet von Rum Jungle Uranvorkommen entdeckt wurden, intensivierten im Zeitraum 1950–1953 deren Geologen detaillierte Feldarbeiten. Im Jahre 1952 errichtete das BMR ein Regionalbüro in Darwin, von wo dann mehrere Geologen eine regionale geologische Kartierung im Northern Territory begannen. 1953 wurde mit der systematischen regionalen Kartierung des gesamten Gebiets begonnen, was in den 1960er und frühen 1970er Jahren zur Herausgabe (1. Ausgabe) geologischer Karten im Maßstab 1:250.000 und ihrer Erläuterungstexte führte. In derselben Zeit führte die geologische Abteilung der Northern Territory Administration (NTA) geologische Untersuchungen von lokaler Bedeutung durch.
Ab 1956 beschäftigte die NTA jedoch eigenes geologisches Personal. In dieser Zeit wurden Dienststellen in Tennant Creek und Alice Springs eröffnet. Noch im selben Jahr wurde die Zahl der geologischen Mitarbeiter auf acht erhöht. Norman James Mackay wurde zum Leitenden Geologen (Senior Resident Geologist) dieser Arbeitsgruppe berufen. Die Kartierungs- und Erkundungsarbeiten wurden auch weiterhin von zentraler Stelle des Commonwealth betrieben. 1960 ernannte man Peter W. Crohn zum Leitenden Geologen (BMR), wodurch er an der Entdeckung der Manganerzlagerstätte von Groote Eylandt beteiligt war. Sein Nachfolger im Amt wurde 1965 Dick Dodson, der die Darwin Uranium Group leitete. Unter seiner Leitung erfolgten intensive Erkundungsarbeiten in der Woodcutters-Blei-Zink-Lagerstätte. Als 1970 das Northern Territory Geological Survey (NTGS) gegründet wurde, übernahm Peter W. Crohn dessen Leitung, zehn BMR-Geologen wechselten in die neue Fachbehörde. Dick Dodson blieb im Bundesdienst und ging nach Canberra. Nun erweiterten sich die Aufgaben des NTGS schrittweise auf die Themenfelder Baumaterialien, Geochemie, Geophysik, Grundwasser, Ingenieurgeologie und Minerallagerstätten.

### Arid Zone Research Institute
Im Jahr 1946 gründet Alfred Lionel Rose (1898–1980), ein Weltkriegsveteran und Veterinärmediziner mit Abschluss von der University of Sydney, die Animal Industry Branch (AIB; deutsch etwa „Abteilung Tierindustrie“) der Northern Territory Administration. Im Jahr 1956 wurden sieben Kilometer südlich von Alice Springs Gebäude für das Animal Industry Research Institute (AIRI) errichtet. Diese Einrichtung bildete den Ausgangspunkt für das spätere Arid Zone Research Institute.
Das Arid Zone Research Institute wurde auf Basis seiner Vorgängerinstitution am 6. November 1967 eröffnet. Neben den Diensträumen umfasst das Institut Bereiche für Forschungsaufgaben für Gartenbau und Viehzucht, ferner ein akkreditiertes mikrobiologisches Wasserlabor, eine Fachbibliothek sowie Interimswohnungen für Personal. Zudem stehen Unterrichtsräume für die Berufsausbildung zur Verfügung. Bemerkenswert ist ein System zur Speicherung von recyceltem Wasser aus Alice Springs in einem unterirdischen Aquifer, das für die Wiederverwendung in der Landwirtschaft eingesetzt wird.